# Record of Agarest War Zero
Record of Agarest War Zero, noto in Giappone come Agarest Senki Zero (アガレスト戦記 ZERO?, Agaresuto Senki Zero), è un gioco di ruolo tattico sviluppato da Compile Heart e Red Entertainment. È stato pubblicato in Giappone dalla Idea Factory il 25 giugno 2009 per PlayStation 3. Inoltre è stata messa in commercio in Giappone per Xbox 360 Agarest Senki Zero: Dawn of War. Questa versione è stata distribuita con contenuti extra non presenti nella versione della PlayStation 3, quali i costumi, minigiochi e altro ancora. C'è anche una modalità extra in cui è possibile sbloccare le mappe e i personaggi del capitolo precedente, tramite PlayStation Store. Questa modalità è disponibile sia per la versione per PlayStation 3 sia per Xbox 360. Questo videogioco è il prequel di Record of Agarest War.

## Trama
Questa storia si svolge 1000 anni prima dagli eventi del primo capitolo. Agarest è stata pacifica per via dell'equilibrio di forza tra la Luce e le forze Oscure. Tuttavia, un esercito delle forze Oscure hanno attraversato il confine e l'eroe della Luce Jiku Haito (ジークハイト?, Jiku Haito), durante il servizio, salva una ragazza di nome Mimel (ミーメル?, Mimel). Successivamente ottenne un "potere" speciale da lei. L'obiettivo principale del protagonista della prima generatione Jiku, è quello di trovare l'oggetto-chiave per sconfiggere i suoi nemici; invece lo scopo di suo figlio Leonis (レオニス?, Leonis) è quello di proteggerlo.

## Modalità di gioco

Un combattimento-tipo con protagonista Jiku, l'eroe della prima generazione.

Le battaglie, le mappe e il System Soul Breed sono le stesse identiche del primo gioco. Sono stati introdotti due nuovi sistemi: la Feel Link System e il Free Intention System. Inoltre c'è anche una Modalità Extra.

### Feel Link System
Un nuovo sistema viene introdotto chiamato Feel Link System. Coinsiste nel determinare il costume e il dialogo con la protagonista, attraverso il livello della loro relazione.

### Free Intention System
In quest'altro nuovo sistema, i giocatori possono costruire dei rapporti con le eroine. In tal modo è possibile ottenere nuovi costumi, minigiochi e oggetti. Questo è accessibile dal Menu City.

### Modalità Extra
Se il giocatore ha il Clear Data del primo gioco, è possibile (dopo qualche progresso) caricare e sbloccare la Porta per il Futuro. Attraverso questa Porta, il giocatore può accedere alle mappe del primo capitolo e sbloccare oggetti e personaggi del primo gioco quali Leonhart, i suoi discendenti, le eroine, Ellis e Dyshana sono sbloccati gratuitamenete. Tuttavia, il resto dei personaggi giocabili devono essere scaricati dal PlayStation Store.

## Personaggi
Record of Agarest War Zero ha un totale di 15 personaggi giocabili: 9 nella prima generazione e 6 nel seconda. I personaggi del primo videogioco possono essere sbloccati tramite DLC e la Modalità Extra.

## Pubblicazione

Il logo di Agarest Senki Zero: Dawn of War.

Il 5 novembre 2010, Aksys Games ha annunciato che porterà sia per PlayStation 3 e Xbox 360 la versione di Agarest Senki Zero in Nord America, con il titolo Record of Agarest War Zero. Avrà alcuni miglioramenti come i ritratti animati dei personaggi e nuove caratteristiche al Free Intention System. In Nord America, il gioco uscirà nell'estate 2011.
Ghostlight, d'altra parte, sta portando il gioco nel territorio europeo come esclusiva per PlayStation. Anche in Europa, il gioco verrà pubblicato nell'estate 2011.